# Vodable
Vodable é uma comuna francesa na região administrativa de Auvérnia-Ródano-Alpes, no departamento Puy-de-Dôme. Estende-se por uma área de 11,89 km². Em 2010 a comuna tinha 199 habitantes (densidade: 16,7 hab./km²).